# Лозовский сельский совет (Петропавловский район)
Лозовский сельский совет (укр. Лозівська сільська рада) — входит в состав
Петропавловского района
Днепропетровской области
Украины.
Административный центр сельского совета находится в 
с. Лозовое.

## Населённые пункты совета
- с. Лозовое
- с. Раздоры
- с. Росишки